# Swanberg Air
Swanberg Air — небольшая канадская авиакомпания со штаб-квартирой в Гранд-Прери (Альберта), выполняющая регулярные и чартерные пассажирские и грузовые перевозки в провинциях Альбарте, Саскачеван и Британская Колумбия.

## Маршрутная сеть
По состоянию на декабрь 2010 года авиакомпания Swanberg Air выполняла регулярные рейсы по следующим пунктам назначения:
- Альберта[1]
  - Калгари — Международный аэропорт Калгари — отправление с собственной площадки
  - Эдмонтон — Международный аэропорт Эдмонтон
  - Гранд-Прери — Аэропорт Гранд-Прери — отправление с собственной площадки
  - Ред-Дир — Аэропорт Ред-Дир
- Британская Колумбия
  - Доусон-Крик — Аэропорт Доусон-Крик
  - Форт-Сент-Джон — Аэропорт Форт-Сент-Джон
  - Форт-Нельсон — Аэропорт Форт-Нельсон
- Саскачеван
  - Эстеван — Региональный аэродром Эстеван) [сезонный]
  - Суифт-Каррент — Аэропорт Суифт-Каррент [сезонный]
  - Реджайна — Международный аэропорт Реджайна [сезонный]